# Nuclear Security Summit
De Nuclear Security Summit of de Nucleaire Veiligheidstop is een tweejaarlijkse topconferentie met als onderwerp de wereldwijde terrorismebestrijding. De eerste conferentie vond plaats in Washington, D.C. (2010), de tweede in Seoul (2012), de derde in Den Haag (24 en 25 maart 2014) en de vierde weer in Washington D.C. (31 maart-1 april 2016).
Tijdens een bezoek aan Praag op 5 april 2009 hield de Amerikaanse president Obama een toespraak waarbij hij aangaf nucleair terrorisme als een van de grootste bedreigingen voor de internationale veiligheid te zien.

## Nuclear Security Summit 2010
In 2010 was de eerste Nuclear Security Summit (NSS) in Washington D.C.. Deze conferentie had tot doel de nucleaire veiligheid te bevorderen. De 47 landen en 3 internationale organisaties die meededen stelden als resultaat van de conferentie het Washington Work Plan op waarin concrete maatregelen werden vastgelegd om de nucleaire veiligheid te vergroten.

## Nuclear Security Summit 2012
In 2012 werd de tweede NSS gehouden in de Zuid-Koreaanse hoofdstad Seoel. Deze tweede editie stond in het teken van het vaststellen van de voortgang van het implementeren van het Washington Workplan. Naast de deelnemers van de eerste conferentie deden zes nieuwe landen hieraan mee. De resultaten van de conferentie werden vastgelegd in het Seoel communiqué.

## Nuclear Security Summit 2014
In 2014 was de derde NSS. Deze vond plaats op 24 en 25 maart in Den Haag, Er waren politici uit 53 landen en vijf afgevaardigden van de Verenigde Naties, de Europese Unie, het Internationaal Atoomenergieagentschap en Interpol. Grote afwezige was president Poetin.

## Nuclear Security Summit 2016
De vierde NSS vond opnieuw plaats in Washington D.C., op 31 maart en 1 april 2016.